# Dreizacke
Die Dreizacke (Triglochin) sind eine Pflanzengattung innerhalb der Familie der Dreizackgewächse (Juncaginaceae). Die etwa 25 Arten gedeihen als Sumpfpflanzen in gemäßigten bis zirkumborealen Gebieten und sind fast weltweit verbreitet.

## Beschreibung

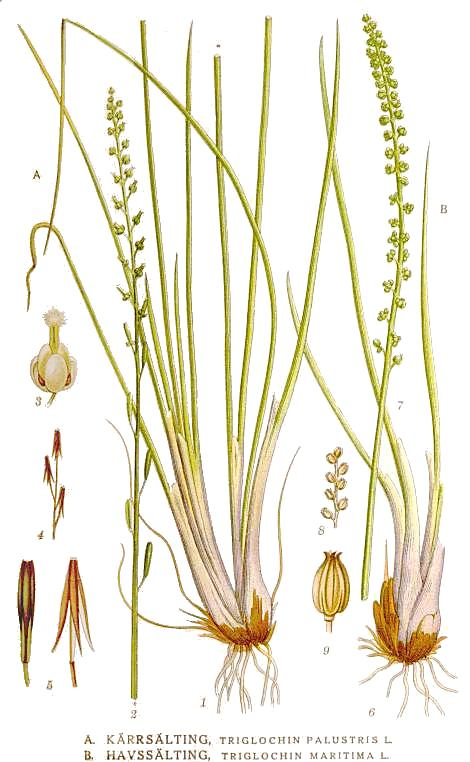
Illustration von Sumpf-Dreizack (Triglochin palustre), links, A und Strand-Dreizack (Triglochin maritima), rechts, B

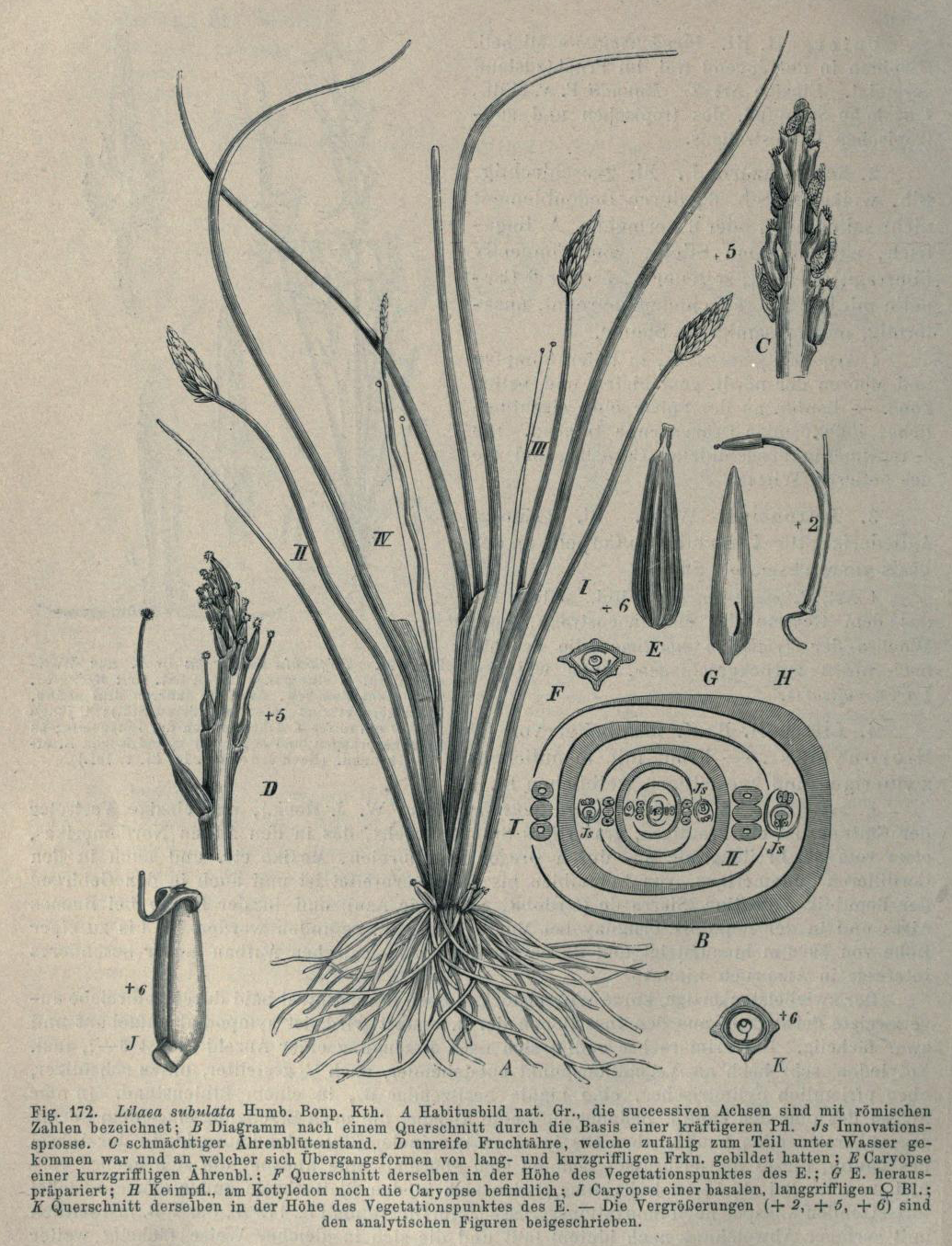
Illustration von Triglochin scilloides

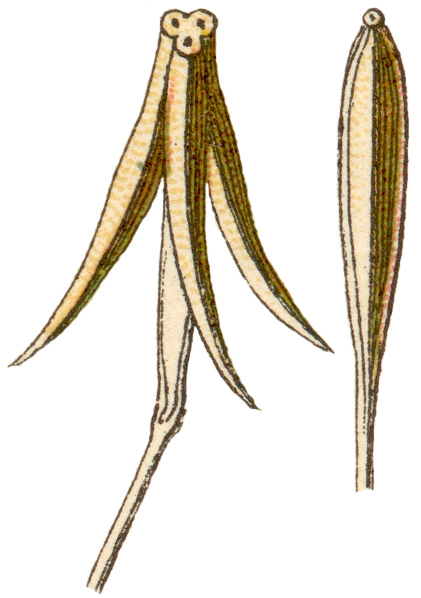
Illustration der namensgebenden (Dreizack und Triglochin) Frucht vom Sumpf-Dreizack (Triglochin palustre)

### Erscheinungsbild und Blätter
Triglochin-Arten sind oft ausdauernde oder seltener einjährige (einjährig sind beispielsweise Triglochin hexagona, Triglochin minutissima, Triglochin mucronata, Triglochin muelleri, Triglochin protuberans, Triglochin stowardii, Triglochin trichophora) krautige Pflanzen. Sie bilden oft dicke, gedrungene Rhizome als Überdauerungsorgane; sie bilden an ihren Knoten viele unverzweigte Wurzeln. Je nach Art sind aufrechte, kurze oder kaum erkennbare Stängel vorhanden. Die oberirdischen Pflanzenteile sind mehr oder weniger kahl.
Die wechselständig und spiralig, mehr oder weniger dicht in grundständig Rosetten oder zweizeilig angeordnet zusammenstehenden, mittel- bis sehr großen Laubblätter sind in Blattscheide und Blattspreite gegliedert. Die Laubblätter stehen bei einigen Arten mit der Schmalseite zur Sprossachse. Die Ränder der häutigen Blattscheide sind frei. Die Blatthäutchen (Ligula) sind ungeteilt oder zweilappig. Die einfachen, parallelnervigen Blattspreiten sind je nach Art mehr oder weniger flach, riemenförmig, linealisch, stielrund oder halbstielrund.

### Blütenstände und Blüten
Auf kahlen, schlanken zylindrischen Blütenstandsschäften, die je nach Art kürzer oder als die Laubblätter sind, stehen traubige Blütenstände. Die Blütenstiele sind kurz.
Die Blüten sind meist zwittrig und dreizählig. Triglochin scilloides unterscheidet sich von den anderen Arten, indem es in einem Blütenstand auch reinmännliche Blüten geben kann und die Blütenteile auf zwei bis eins reduziert sein können; auch deshalb stellte man diese Art in eine eigene Gattung. Die Blütenhülle besteht aus ein oder zwei Kreisen mit je drei kelchblattähnlichen freien Schuppen, die meist grün sind mit concaver Innenseite. Es sind zwei Kreise mit je drei fertilen Staubblättern oder ein Kreis ist reduziert; selten ist nur ein Staubblatt vorhanden. Die Staubfäden fehlen oder sind sehr kurz. Die papillösen oder etwa fiedrigen, extrorsen, tetrasporangiaten Staubbeutel sind relativ breit und öffnen sich mit einem Längsschlitz. Die drei oder sechs Fruchtblätter sind zu einem oberständigen, einkammerigen Fruchtknoten verwachsen; wenn sechs Fruchtblätter vorhanden sind, können alle oder nur drei fertil sein. Je Fruchtblatt ist nur eine anatrope Samenanlage in basaler oder zentralwinkelständiger Plazentation vorhanden. Der kurze bis kaum erkennbare Griffel endet in einer papillösen Narbe.

### Früchte und Samen
Die kugelige bis linealische Frucht wird als Balgfrucht oder Spaltfrucht gedeutet und spaltet sich bei der Reife von unten nach oben in drei oder sechs einsamige Teilfrüchte auf. Die relativ kleinen, stärkehaltigen Samen sind zylindrisch, im Querschnitt linealisch sowie mehr oder weniger flach bis kantig und ohne Endosperm. Die Samenschale (Testa) relativ dünn. Der gerade Embryo besitzt ein Keimblatt (Kotyledone).

### Inhaltsstoffe und Chromosomensätze
Frische Pflanzenteile sind durch Blausäureverbindungen giftig.
Die Chromosomengrundzahl beträgt x = 6. Bei den Arten liegen unterschiedliche Ploidiegrade vor; es wurden Chromosomenzahlen von 2 n = 12, 18, 24, 36, 48 etc. bis zu 144 ermittelt.

## Ökologie
Triglochin-Arten gedeihen terrestrisch oder aquatisch oft auf nassen Standorten, in Sümpfen oft mit salzhaltigen Böden oder an Brackwasser oder saisonalen Tümpeln. Es sind helophytische oder hydrophytische Hydrophyten, die immer im Boden verwurzelt sind. Die Laubblätter befinden sich nur selten unter Wasser; sie sind also meist emers oder nur selten submers.
Die Bestäubung erfolgt durch den Wind (Anemophilie).

## Systematik

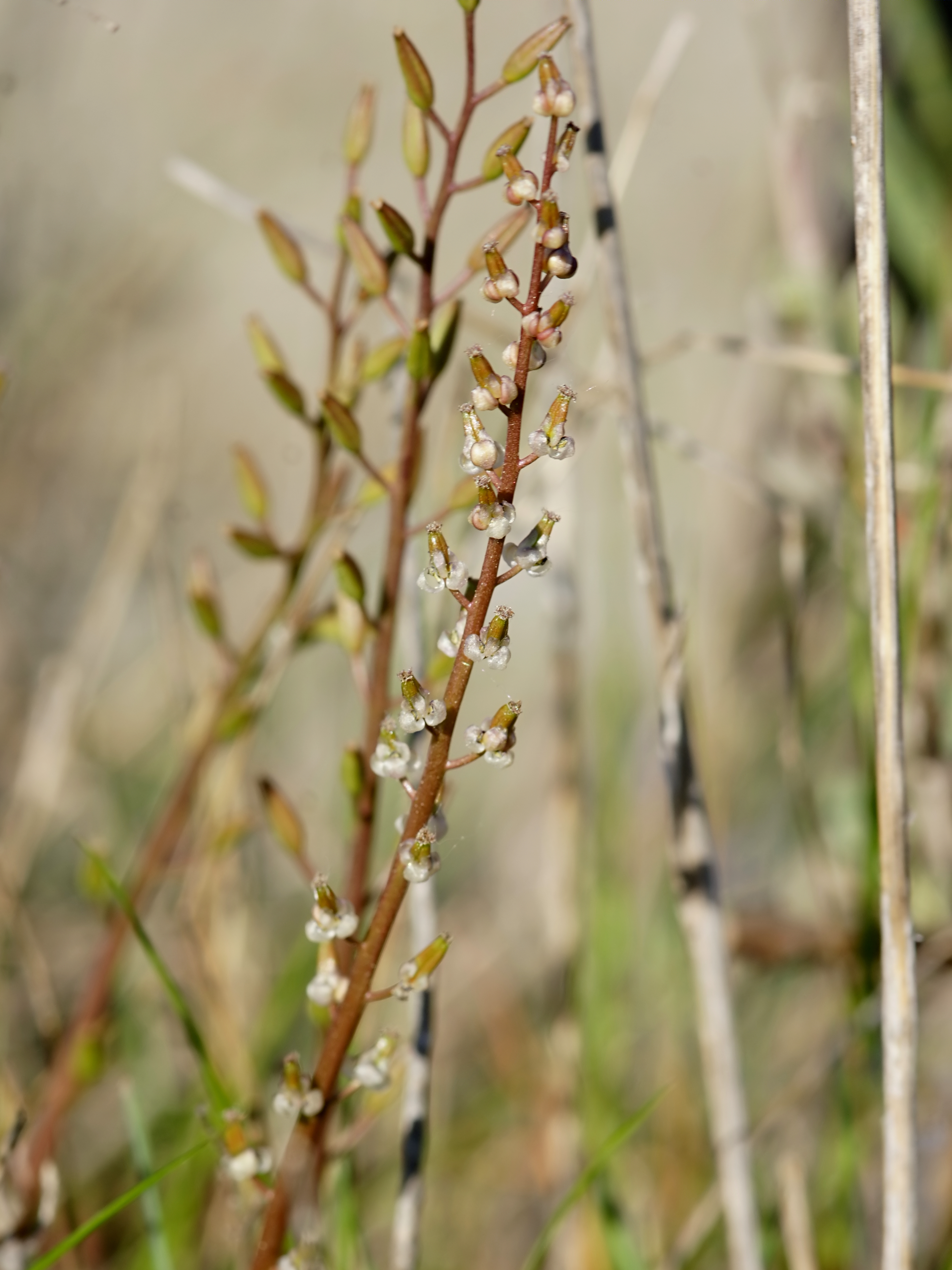
Blütenstand von Triglochin barrelieri

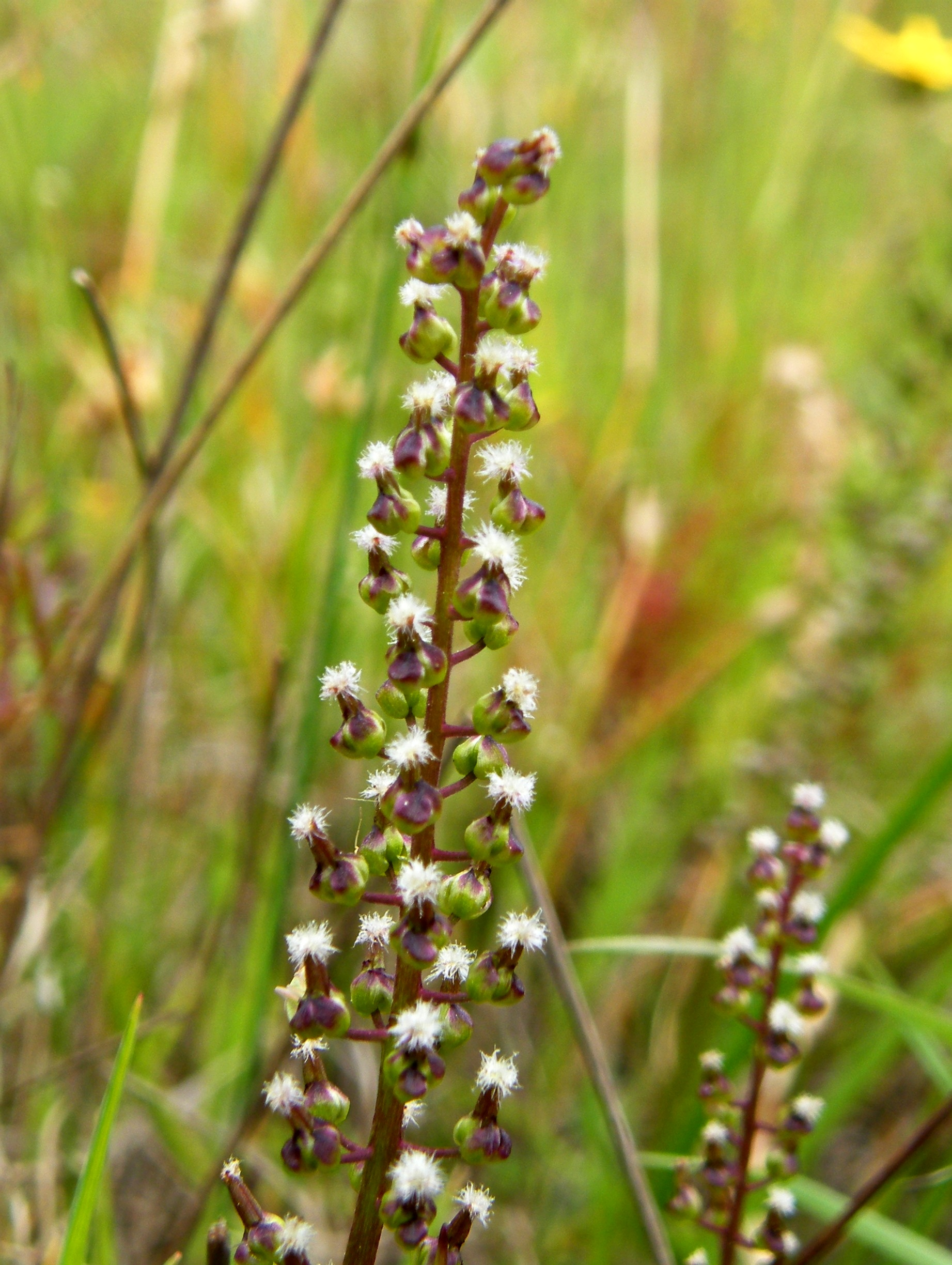
Blütenstand von Triglochin bulbosa

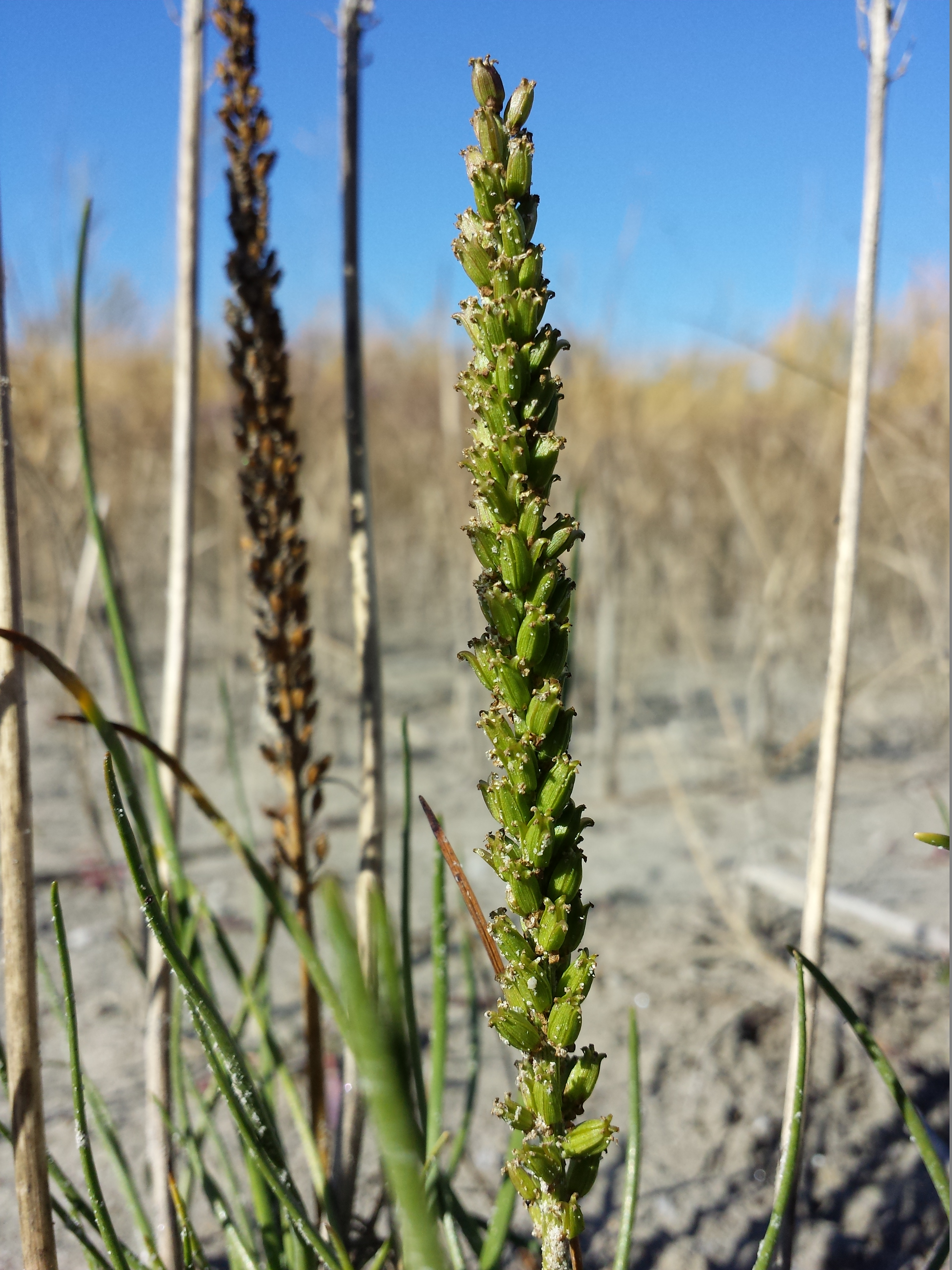
Blütenstand des Strand-Dreizack (Triglochin maritima)

Blütenstand des Sumpf-Dreizack (Triglochin palustris)

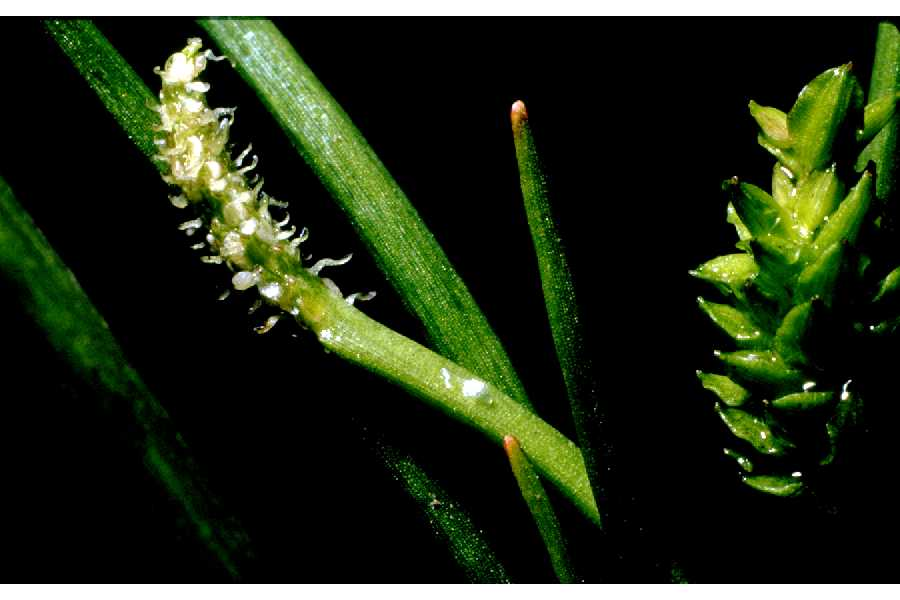
Blütenstände von Triglochin scilloides

Die Gattung Triglochin wurde durch 1753 Carl von Linné in Species Plantarum, Band 1, S. 338 aufgestellt. Der Gattungsname Triglochin ist aus den griechischen Wörtern treis für drei sowie glochis für Spitze abgeleitet, dies bezieht sich auf die dreispitzigen Früchte mancher Arten. Als Lektotypusart wurde 1909 Triglochin palustris L. durch Nathaniel Lord Britton in North American Flora, Band 17, S. 41 festgelegt. Synonyme für Triglochin L. sind Abbotia Raf., Juncago Ség. nom. superfl., Heterostylus Hook., Hexaglochin Nieuwl. Nach molekulargenetischen Untersuchungen ist seit 2010 die monotypische Gattung Lilaea Bonpl. in Triglochin enthalten.
Die Triglochin-Arten gedeihen in gemäßigten bis zirkumborealen Gebieten auf der Nord- und Südhalbkugel. Die Schwerpunkte der Artenvielfalt liegen auf der Südhalbkugel in Australien (14 Arten in allen Bundesstaaten) und Südafrika (6 Arten hauptsächlich in der Capensis).
Die Gattung Triglochin umfasst etwa 25 Arten:
- Triglochin barrelieri Loisel. (Syn.: Triglochin bulbosa subsp. barrelieri (Loisel.) Rouy): Sie ist im Mittelmeerraum weitverbreitet.[3]
- Triglochin buchenaui Köcke, Mering & Kadereit: Sie wurde 2010 erstbeschrieben und gedeiht an periodisch überfluteten Standorten entlang niedrig gelegener Salzsumpf-Ästuare von Velddrif bis Kenton-on-Sea nur in den südafrikanischen Provinzen Ostkap sowie Westkap.[17]
- Triglochin bulbosa L.: Es gibt vier Unterarten:[17]
  - Triglochin bulbosa L. subsp. bulbosa: Sie kommt von Calvinia bis West Coast, auf der Kaphalbinsel und auf der Agulhas-Ebene nur in den südafrikanischen Provinzen Nordkap sowie Westkap vor.[17]
  - Triglochin bulbosa subsp. calcicola Mering, Köcke & Kadereit: Sie wurde 2010 erstbeschrieben und gedeiht in Küstengebieten Coastal von der Vredenburg-Halbinsel bis zur False Bay sowie ostwärts bis zur Agulhas-Ebene sowie Stilbaai nur in der südafrikanischen Provinz Westkap.[17]
  - Triglochin bulbosa subsp. quarcicola Mering, Köcke & Kadereit: Dieser Endemit wurde 2010 erstbeschrieben kommt nur an drei Standorten in Knersvlakte nur in der südafrikanischen Provinz Westkap vor.[17]
  - Triglochin bulbosa subsp. tenuifolia (Adamson) Horn: Dieser Endemit kommt von Vredenburg-Halbinsel bis zur Kaphalbinsel nur in der südafrikanischen Provinz Westkap vor.[17]
- Triglochin calcitrapa Hook.: Sie ist in den australischen Bundesstaaten Queensland, New South Wales, Northern Territory, Victoria, Western Australia sowie South Australia verbreitet.[7][16]
- Triglochin centrocarpa Hook.: Sie ist in den australischen Bundesstaaten Queensland, New South Wales, Northern Territory, Victoria, Western Australia, South Australia sowie Tasmanien verbreitet.[7][16]
- Triglochin compacta Adamson: Sie kommt vom südlichen Namaqualand sowie „Bokkeveld Escarpment“ südwärts bis zur Kaphalbinsel sowie ostwärts bis Knysna nur in den südafrikanischen Provinzen Nord- sowie Westkap vor.[17]
- Triglochin elongata Buchenau: Sie ist in den südafrikanischen Provinzen KwaZulu-Natal, Ost-, West- sowie Nordkap verbreitet.[17]
- Triglochin gaspensis Lieth & D.Löve: Sie gedeiht im östlichen Nordamerika in einer Höhenlage von etwa Meeresniveau in den östlichen kanadischen Provinzen New Brunswick, Nova Scotia, Prince Edward Island, Québec sowie auf der Insel Neufundland und in den östlichen USA nur im Bundesstaat Maine.[18][4][3]
- Triglochin hexagona J.M.Black: Sie ist in den australischen Bundesstaaten New South Wales, Northern Territory, Western Australia sowie South Australia verbreitet.[7][16]
- Triglochin isingiana (J.M.Black) Aston: Sie ist in den australischen Bundesstaaten Victoria, Northern Territory, Western Australia sowie South Australia verbreitet.[16]
- Triglochin laxiflora Guss. (Syn.: Triglochin bulbosa subsp. laxiflora (Guss.) Rouy): Sie ist im westlichen und zentralen Mittelmeerraum verbreitet.[3]
- Triglochin longicarpa (Ostenf.) Aston: Sie kommt nur im australischen Bundesstaat Western Australia vor.[16]
- Strand-Dreizack (Triglochin maritima L.): Sie ist in gemäßigten Gebieten auf Nordhalbkugel[19] und im südlichen Südamerika weitverbreitet.[3][18][4][5][10][8]
- Triglochin mexicana Kunth: Sie kommt im zentralen Mexiko bis Michoacán vor.[3]
- Triglochin milnei Horn: Sie ist von Tansania bis Angola und in den südafrikanischen Provinzen Mpumalanga sowie KwaZulu-Natal verbreitet.[17][3]
- Triglochin minutissima F.Muell.: Sie ist in den australischen Bundesstaaten Victoria, Western Australia, South Australia sowie Tasmanien verbreitet.[16]
- Triglochin mucronata R.Br.: Sie ist in den australischen Bundesstaaten Victoria, Western Australia, South Australia sowie Tasmanien verbreitet.[16]
- Triglochin muelleri Buchenau: Sie kommt nur im australischen Bundesstaat Western Australia vor.[16]
- Sumpf-Dreizack (Triglochin palustris L., Syn.: Triglochin juncea Gilib., Triglochin palustris var. salina Mert. & W.D.J.Koch, Triglochin chilensis Meyen, Triglochin himalensis Royle, Triglochin fonticola Phil., Triglochin andina Phil., Triglochin komarovii Lipsch. & Pavlov): Er ist in den Gemäßigten Gebieten fast weltweit verbreitet.[3][18][4][5][10][19][8]
- Triglochin protuberans Aston: Sie kommt nur im australischen Bundesstaat Western Australia vor.[16][6]
- Triglochin scilloides (Poir.) Mering & Kadereit (Syn.: Phalangium scilloides Poir., Anthericum scilloides (Poir.) Schult. & Schult. f., Liliago scilloides (Poir.) C.Presl, Lilaea scilloides (Poir.) Hauman, Lilaea subulata Humb. & Bonpl., Heterostylus gramineus Hook., Lilaea superba Rojas): Sie ist in der Neuen Welt von Kanada bis Mexiko und im westlichen sowie südlichen Südamerika weitverbreitet.[3][11][20][8]
- Triglochin stowardii N.E.Br.: Sie kommt nur im australischen Bundesstaat Western Australia und vielleicht in South Australia vor.[16]
- Triglochin striata Ruiz & Pav. (Syn.: Triglochin triandra Michx., Triglochin decipiens R.Br., Tristemon triander (Michx.) Raf., Triglochin montevidensis Spreng., Triglochin filifolia Sieber ex Spreng., Triglochin flaccida A.Cunn., Triglochin densiflora Dombey ex Kunth, Triglochin lechleri Steud., Triglochin atacamensis Phil., Triglochin litorea Phil., Triglochin littoralis Phil. ex Micheli, Triglochin floridana Gand., Triglochin natalensis Gand., Triglochin neozelandica Gand., Triglochin philippii Gand., Triglochin pycnostachya Gand., Triglochin pumila Larrañaga Triglochin striata var. montevidensis (Spreng.) Buchenau, Triglochin striata var. triandra (Michx.) Buchenau, Triglochin striata var. filifolia (Sieber ex Spreng.) Micheli, Triglochin striata var. humilis Micheli, Triglochin striata var. robustior Micheli): Die beschriebenen Subtaxa sind alles Synonyme. Sie ist von Zaire bis Südafrika (KwaZulu-Natal, Ost-, Westkap[17]) sowie in Madagaskar nur in der Provinz Toliara[21], in Australien[7], Neuseeland und in der Neotropis weitverbreitet.[3][18][22][20][4][8]
- Triglochin trichophora Nees ex Endl.: Sie ist in den australischen Bundesstaaten Victoria, Western Australia sowie South Australia verbreitet.[16]
- Triglochin turrifera Ewart: Sie ist in den australischen Bundesstaaten New South Wales, Victoria sowie South Australia verbreitet.[7][16]

Seit 2010 nicht mehr zur Gattung Triglochin, sondern zur reaktivierten Gattung Cycnogeton Endl., die hauptsächlich in Australien vorkommt, gehören:
- Triglochin alcockiae Aston → Cycnogeton alcockiae (Aston) Mering & Kadereit
- Triglochin dubia R.Br. → Cycnogeton dubium (R.Br.) Mering & Kadereit
- Triglochin huegelii (Endl.) Aston → Cycnogeton huegelii Endl.
- Triglochin linearis Endl. → Cycnogeton lineare (Endl.) Sond.
- Triglochin microtuberosa Aston → Cycnogeton microtuberosum (Aston) Mering & Kadereit
- Triglochin multifructa Aston → Cycnogeton multifructum (Aston) Mering & Kadereit
- Triglochin procera R.Br. → Cycnogeton procerum (R.Br.) Buchenau
- Triglochin rheophila Aston → Cycnogeton rheophilum (Aston) Mering & Kadereit

## Nutzung
Triglochin maritima und Triglochin palustris wurden vielseitig verwendet. Nur die weiße Basis der vegetativen (nicht der blühenden) Pflanzenteile kann roh oder gegart gegessen werden; sie wird am besten im späten Frühling geerntet, dann besitzt sie einen milden, süßen Geschmack, ähnlich dem von Gurken. Ein unangenehmer Geruch entsteht während des Kochens. Die grünen Pflanzenteile sollten nicht gegessen werden, da sie durch Blausäureglycoside giftig sind. Die Samen werden geröstet und zu Mehl gemahlen. Die gerösteten Samen können als Kaffeeersatz verwendet werden.
Die Asche von Triglochin maritima ist reich an Kalium und wurde zur Herstellung von Seife verwendet.

### Ethnobotanik
Von den indigenen Völkern des nordamerikanischen Großen Beckens sowie Kaliforniens wurde Triglochin maritima vielseitig verwendet. Die Samen wurden geröstet und gemahlen als Nahrungsmittel verwendet. Achtung roh sind die Samen und die anderen Pflanzenteile durch Blausäure giftig. Geröstete Samen wurden auch als Kaffeeersatz verwendet. Die getrockneten oder frischen vegetativen Pflanzenteile wurden gegart als Gemüse gegessen.